# Brieulles-sur-Meuse
Brieulles-sur-Meuse település Franciaországban, Meuse megyében. Lakosainak száma 311 fő (2022. január 1.). Brieulles-sur-Meuse Cléry-le-Grand, Cléry-le-Petit, Cunel, Dannevoux, Liny-devant-Dun, Nantillois, Septsarges és Vilosnes-Haraumont községekkel határos.

## Népesség
A település népességének változása:
| Lakosok száma | 482  | 391  | 356  | 332  | 344  | 336  | 315  | 305  | 296  | 311  |
|               | 1968 | 1982 | 1990 | 2006 | 2013 | 2015 | 2017 | 2019 | 2020 | 2022 |